# Península de Monterey
La península de Monterey (en inglés: Monterey Peninsula) se encuentra en la costa central del estado de California al oeste de los Estados Unidos y comprende las ciudades de Monterey, Carmel, y Pacific Grove, y áreas no incorporadas del Condado de Monterey, incluyendo el resort y comunidad de Pebble Beach.
La ciudad de Monterrey fue fundada en 1770 y marcó el inicio de la colonización en la parte superior de Las Californias en la Nueva España. La ciudad se convirtió en la capital de españoles y mexicanos más tarde en la Alta California. Hasta mediados del siglo XIX la ciudad sirvió como centro cultural y político de California. En Monterrey se ubican algunos de los edificios más antiguos de California, algunos de ellos hechos de adobe, así como del primer teatro de California.
Monterrey fue fundada en 1770 por el misionero Junípero Serra y el explorador Gaspar de Portolá.